# R (싱글)
R은 대한민국의 블랙핑크 소속 가수 로제의 첫 싱글 음반이다. 타이틀 곡은 On The Ground이다. 전곡에 로제가 작사에 참여했다.

## 발매 과정
2021년 1월 26일, 커밍순 티저가 공개되었다. 이 영상은 수록곡인 ‘곤(GONE)’ 뮤직비디오의 일부로 알려졌다. 이어 1월 31일, 콘서트 ‘더 쇼(THE SHOW)(YG PALM STAGE - 2021 BLACKPINK: THE SHOW)’에서 이 곡의 무대를 최초 공개하였다.

## 수록곡
| #            | 제목              | 재생 시간 |
| ------------ | ----------------- | --------- |
| 1.           | 〈On the Ground〉 | 2:48      |
| 2.           | 〈Gone〉          | 3:27      |
| 총 재생 시간 | 총 재생 시간      | 6:15      |